# Lámpaláz
A lámpaláz lélektani gátlás, a szereplés előtti félelemérzés.

## Jellemzői
A mindennapi életünk szerves része az éberségi szintünk, a reagálóképességünk állandó változása. Reggelenként fokozatosan érjük el az optimális figyelmi állapotunkat, a megfigyelések szerint 9 és 10 óra, valamint 15 és 16 óra körül vannak maximálisan éber, koncentrációra alkalmas szakaszok.  Kreativitásunk, tettre készségünk maximális, jól tűrjük a nehézségeket. Ezek között az agyi csúcsidőszakok között vannak hullámvölgyek, amiről talán ismerős tünetek árulkodnak: gyakori ásítás, csökkent aktivitás, tompaság érzése.
Amikor stressz ér bennünket, a szervezetünk vész üzemmódba kapcsol, a vegetatív idegrendszer bonyolult fiziológiai folyamatokat mozgósít. Az éberségi szintünk túlságosan magas szintre emelkedik, ettől a viselkedés kontrollja csökken, érzelmi zavarok lépnek fel (erős félelem érzése). Sőt túl magas éberségi szintnél (arousal-nak hívják a pszichológusok) egymással ellentétes hatású idegrendszeri folyamatok jönnek létre, amik gátolják a szervezett viselkedést pl. a kéz hajlító és feszítő izmai egyszerre kapnak ingert, ettől merev vagy remegő lesz a kezünk.
Ez a reakció, amit vizsgaszituációban, nyilvános megszólalásnál vagy koncertszereplésnél átélünk.
Az optimális teljesítmény közepes éberségi szintnél jelentkezik és a túl magas szint elérésekor pl. erős érzelmi felindultságkor a teljesítmény akár nullára is csökkenhet.

## Pozitív hatásai
A csekély mértékű izgalom szereplés, vizsga előtt segít felkészülni a nehéz feladat végrehajtására, hozzájárul a szervezet csúcsra járatásához.
A pozitív hatású lámpaláz jótékonyan hat a motivációnkra, jobb teljesítményre ösztökél. Hivatásos zenészek gyakran beszámolnak arról az élményről, hogy az első hang leütése után eltűnik a lámpalázuk, mondanivalójuk átélése elnyomja félelmeiket. Az előadó figyelme ekkor saját feszültségéről, önértékeléséről átterelődik magára az előadásra.
1995-ben egy lengyel zenepszichológus, Ewa Glowacka pozitív és negatív lámpalázról beszámoló diákokat vizsgált és arra próbált rájönni, milyen tulajdonságok befolyásolják a lámpaláz mértékét. Két lényeges eltérést talált a két csoport között, az egyik az az önbizalom, az önmagukba vetett hit, hogy képesek szabályozni lámpalázukat. A másik pedig nem más, mint a maximalizmus, a saját maguknak felállított elvárások.
A pódium-szorongásban, azaz a lámpaláz súlyosabb formájában szenvedők többnyire túlértékelik tüneteiket. A vegetatív jellemzők megjelenéskor (szívdobogás, légszomj, reszketés, szájszárazság, izomfeszültség) elkezdenek félni a pszichés tünetek megjelenésétől (emlékezetzavar, külvilág észlelésének beszűkülése, koncentráció elvesztése, hadarás, dadogás), ez tovább növeli a szorongás mértékét. Az előadó túlzottan aggódik az előadás kimenetele miatt, rossz előérzet gyötri, ez pedig eltereli figyelmét a feladatról, így máris megnő a hibázás valószínűsége.
Ördögi kör jön létre, a viselkedés szétesése addig fokozódhat, amíg az előadó pánikba esik és elmenekül a helyszínről.
Minden egyes kudarc nehezíti a lámpaláz leküzdését, mert előbb-utóbb kisebbségi érzések alakulnak ki és a lámpalázas előadó beletörődik, feladja.

## Módszerek a lámpaláz ellen
Többféle eljárás alkalmazható azokban a súlyosabb esetekben, amikor a szereplés okozta szorongás extrém méreteket ölt vagy nagy mértékben befolyásolja az egyén életét.
A viselkedésterápiák lényege, hogy a előadók szerepjáték-szerű helyzetgyakorlatokkal tanulják meg a helyes viselkedésmódokat, amit később a valós szituációkban alkalmaznak.
A személyközpontú terápiában a terapeuta beszélgetés közben igyekszik megkeresni a pódium szorongás okát, segít feldolgozni  a problémákat, és együtt keresik a lehetséges okokat (pl. negatív énkép, kudarckereső hozzáállás, feltételekhez kötött elfogadás fontos kapcsolatokban stb.)
A kognitív viselkedésterápiában önkontrollt és figyelem összpontosítási technikákat tanítanak annak érdekében, hogy a stresszkeltő helyzetek létrejövő fiziológiai tüneteket kezelni tudja az egyén.
A relaxációs eljárások célja a stressz iránti túlérzékenység csökkentése és a kontroll megtartó képesség növelése.